# Prvi komercijalni let u stratosferu u Hrvatskoj
Prvi komercijalni let u stratosferu u Hrvatskoj zbio se je 25. srpnja 2019. godine. Misija je ukupno trajala je 2 sata i 10 minuta.
Organiziran je prigodom predstavljanja redizajna linije narezaka PIK Vrbovca. Osim što ih je distribuirao na police u prodavaonicama, lansirao ih je u na rub stratosfere na visinu od 39 171 metar. Tim je ostvaren prvi komercijalni let u stratosferu u Hrvatskoj i oboren i hrvatski rekord, što je dosad najviša službeno zabilježena visina leta u Hrvatskoj (stanje na 26. travnja 2020.). Redizajnirane PIK nareske u stratosferu je zajedničkim snagama lansirala ekipa iz tvrtki BEST Wings te Pulsar Laboratories.
Redizajnirane upakirane nareske pričvrstili su na postolje i kamere kojima su pakiranja bila usred kadra. Uvis ih je podigao balon promjera dva metra. Uzdizali su se 1 sat i 33 minute. Najveća postignuta brzina u letu iznosila je 213 km/h. Temperatura je na trenutke bila i minus 60°C. S najviše točke putovanja postolje s nareskom spuštalo se je na Zemlju 37 minuta brzinom od 650 km/h. Zatim je spuštanje usporeno padobranom. Paket je uspješno sletio blizu Virovitice.

## Vanjske poveznice
- Lansiranje PIK narezaka u stratosferu Kanal PIK Vrbovca na YouTubeu, postavljeno 25. srpnja 2019.